# Earth and Fire
Earth and Fire (рус. Земля и Огонь) — нидерландский музыкальный коллектив в жанре прогрессивного рока и поп-музыки, основанный в 1968 году братьями Крисом и Герардом Куртсами. Наибольшего успеха группа достигла у себя на родине в 1970-х годах благодаря хитам «Seasons», «Memories» и «Weekend», последний из которых был популярен и за пределами Нидерландов, заняв первые позиции в поп-чартах Германии, Австрии, Дании и некоторых других европейских стран. За годы творчества коллектив записал десять альбомов, последний из которых вышел в 1991 году, став сборником самых популярных хитов.
В 2003 году немецкая группа Scooter записала кавер-версию песни «Weekend», которая также заняла лидирующие позиции в музыкальных чартах многих стран Европы.

## История
В 1963 году под влиянием бит-музыки они присоединились к местной бит-группе, которая до начала 1965 года играла в основном инструментальную музыку. В 1965 году они изменили свое название на The Swinging Strings и начали петь кавер-версии хитов Beatles, Byrds и других групп.
В 1967 году члены группы решили повысить технический уровень своей музыки и переименовали группу в Opus Gainfull. Они нашли басиста Ханса Зиха из местной группы The Soul, барабанщика Кеса Калиса, а также к группе присоединился гитарист Эрик Венинк на пару лет. Через пару лет было принято решение искать певицу, и её нашли в лице Манюэлы Берлот.

## Состав
- Вокал: Манюэла Берлот (1968—1969)
- Вокал: Джерни Кагман (1969—1983, 1987—1990)
- Гитара: Крис Куртс (1968—1979)
- Клавиши, продюсер: Герард Куртс (1968—1983)
- Бас-гитара: Ханс Зих (1968—1974)
- Бас-гитара: Тео Хюртс (1974—1978)
- Бас-гитара: Берт Рёйтер (1978—1983, 1987—1990)
- Продюсер: Тон Схерпензел (1987—1990)
- Продюсер: Йонс Пистор (1987—1990)
- Гитара: Йохан Слагер (1979)
- Гитара: Ронни Мейес (1980—1983)
- Гитара: Аге Кат (1987—1990)
- Ударные: Кес Калис (1968—1970)
- Ударные: Тон ван дер Клей (1970—1978)
- Ударные: Аб Тамбур (1976, 1978—1983, 1987—1990)
- Ударные: Марк Стоп (1990)

## Альбомы
- Earth and Fire (1970)
- Song of the Marching Children (1971)
- Atlantis (1973)
- To the World of the Future (1975)
- Gate to Infinity (1977)
- Reality Fills Fantasy (1979)
- Andromeda Girl (1981)
- In a State of Flux (1982)
- Phoenix (1989)
- Greatest Hits (CD) (1991)